# Paweł Kozakiewicz (leśnik)
Paweł Krzysztof Kozakiewicz – polski leśnik, doktor habilitowany nauk rolniczych, profesor w Szkole Głównej Gospodarstwa Wiejskiego w Warszawie, specjalista od drzewnictwa, fizyki drewna, struktury drewna oraz nauki o drewnie.

## Kariera naukowa
W 1997 roku na Wydziale Technologii Drewna Szkoły Głównej Gospodarstwa Wiejskiego w Warszawie uzyskał tytuł magistra inżyniera w zakresie technologii drewna. W tym samym roku został zatrudniony na tejże uczelni, a w 2002 roku na tym samym wydziale uzyskał stopień doktora nauk rolniczych w zakresie drzewnictwa na podstawie rozprawy pt. Badanie właściwości mechanicznych tarcicy konstrukcyjnej charakteryzujących kohezję poprzeczną drewna sękatego, której promotorem był Witold Dzbeński. W 2011 roku ten sam wydział nadał mu stopień doktora habilitowanego nauk rolniczych w dyscyplinie drzewnictwa na pracy pt. Wpływ temperatury i wilgotności na wytrzymałość na ściskanie wzdłuż włókien wybranych rodzajów drewna o zróżnicowanej gęstości i budowie anatomicznej.